# Järnboås landskommun
Järnboås landskommun var en tidigare kommun i Örebro län.

## Administrativ historik
Landskommunen bildades vid kommunreformen 1863 i Järnboås socken i Nora och Hjulsjö bergslag i Västmanland.
Vid kommunreformen 1952 uppgick den Noraskogs landskommun, som upplöstes 1965 då detta område uppgick i Nora stad som 1971 ombildades till Nora kommun. 

## Politik

### Mandatfördelning i Järnboås landskommun 1938-1946
| 4 | 10 | 3 |

| 17 |

| 4 | 11 | 2 |

| 17 |

| 5 | 8 | 4 |

| 16 |